# GR 8 (galaxie)
Ne doit pas être confondu avec le GR 8, un sentier de randonnée.
GR 8 est une galaxie irrégulière. Elle fut découverte par Gibson Reaves en 1956.
Distante de 7,9 millions d’années-lumière (distance déterminée par l’analyse des étoiles céphéides de la galaxie), GR 8 doit se situer à l’extrême frontière de notre Groupe local et son appartenance à ce dernier est toujours sujette à débat.